# Heterostemma montanum
Heterostemma montanum är en oleanderväxtart som beskrevs av Rudolf Schlechter. Heterostemma montanum ingår i släktet Heterostemma och familjen oleanderväxter. Inga underarter finns listade i Catalogue of Life.